# 砷酸钡
砷酸钡是一种无机化合物，化学式为Ba3(AsO4)2。它可由氧化钡和五氧化二砷加热反应制得。它的水合物（16.3H2O及17H2O）也是已知的。
它在高温下可以被碳还原，经亚砷酸钡（Ba3(AsO3)2）中间体可以得到砷化钡。